# Michael Hastings
Michael Mahon Hastings (Malone, Condado de Franklin, 28 de janeiro de 1980 – Los Angeles, 18 de junho de 2013) foi um jornalista e escritor americano, editor colaborador da revista Rolling Stone e repórter do site BuzzFeed.
Passou seus primeiros anos em Nova York, no Canadá e em Vermont. Frequentou a New York University. Ganhou notoriedade por sua cobertura da  guerra do Iraque para a revista Newsweek nos anos 2000. Depois que sua namorada, Andrea Parhamovich, foi morta numa emboscada no Iraque, Hastings escreveu seu prmeiro livro, I Lost My Love in Baghdad: A Modern War Story (2008), um relato sobre seu relacionamento com Parhamovich e a violenta insurreição que pôs fim à sua vida.
Hastings ganhou o  Prêmio George Polk por sua reportagem "Um general com ideias muito próprias" (título original em inglês: "The Runaway General"), sobre o  General Stanley McChrystal, que, à época, era o comandante da Força Internacional de Assistência para Segurança da OTAN na guerra do Afeganistão. A matéria, publicada pela Rolling Stone, documenta o desprezo que o general e sua equipe nutriam pelos funcionários civis do governo dos EUA e resultou na demissão de McChrystal. Hastings prosseguiu com o mesmo tema em The Operators: The Wild and Terrifying Inside Story of America's War in Afghanistan (2012), um livro-reportagem detalhado sobre sua permanência de um mês com McChrystal na Europa e no Afeganistão.
Em fevereiro de 2011, Hastings escreveu um longo artigo sobre o sucessor de McChrystal, General David Petraeus, detalhando sua estratégia para a guerra.
Hastings tornou-se um crítico do Estado de vigilância durante as investigações do Departamento de Justiça sobre as atividades de repórteres. Em 2013, o Departamento de Justiça, através do procurador-geral Eric Holder, com apoio da mídia e de alguns membros do Congresso, teve acesso aos registros telefônicos da Associated Press  e enquadrou o repórter James Rosen, da Fox News, como "criminoso co-conspirador", segundo a Lei de Espionagem de 1917, para ter acesso a seus e-mails pessoais e registros telefônicos. Hastings referiu-se às restrições à liberdade de imprensa impostas pela administração Obama como "guerra" ao jornalismo.
O último trabalho de Hastings, "Why Democrats Love To Spy On Americans"  ("Por que os democratas adoram espionar os americanos"), foi publicado pelo BuzzFeed em 7 de junho. No artigo, Hastings afirmava que não só os senadores Ron Wyden e Mark Udall, mas também a maioria dos democratas, já teriam abandonado a defesa das liberdades civis durante a era  Obama, mas, diante de novas investigações sobre vazamento de informações, a liderança democrata seria obrigada a assumir todos os fatos que vem tentando ocultar.
Michael Hastings morreu aos 33 anos, num acidente automobilístico, em Los Angeles, no dia 18 de junho de 2013. O carro trafegava em alta velocidade e bateu contra uma árvore. O veículo pegou fogo, e o corpo de Hastings ficou praticamente irreconhecível. A polícia de Los Angeles declarou que não havia indícios de um eventual atentado. Na véspera, ele enviara  a alguns amigos uma mensagem por e-mail, dizendo que os "federais" haviam interrogado pessoas próximas dele. Dizia também que estava trabalhando em uma matéria grande e precisaria "sumir do radar" por algum tempo.
 Segundo  Richard Clarke, especialista em contraterrorismo e ex-membro do Conselho de Segurança Nacional dos Estados Unidos (1998-2003), é possível que os computadores do carro de Hastings, um Mercedes-Benz Classe C, tenham sido "hackeados" de modo a provocar o acidente.